# Snartemo (stacja kolejowa)
Snartemo – stacja kolejowa w Snartemo, w regionie Agder w Norwegii, jest oddalona od Oslo Sentralstasjon o 428,85 km. Jest położona na wysokości 151,6 m n.p.m.

## Ruch dalekobieżny
Leży na linii Sørlandsbanen. Jest stacją obsługującą dalekobieżne połączenia z południowo-zachodnią i południową częścią kraju. Stacja przyjmuje sześć par połączeń dziennie do Kristiansand, Arendal i Stavanger.

## Obsługa pasażerów
Poczekalnia, parking na 30 miejsc, parking dla rowerów, przystanek autobusowy, postój taksówek. Odprawa podróżnych odbywa się w pociągu.